# Historia política

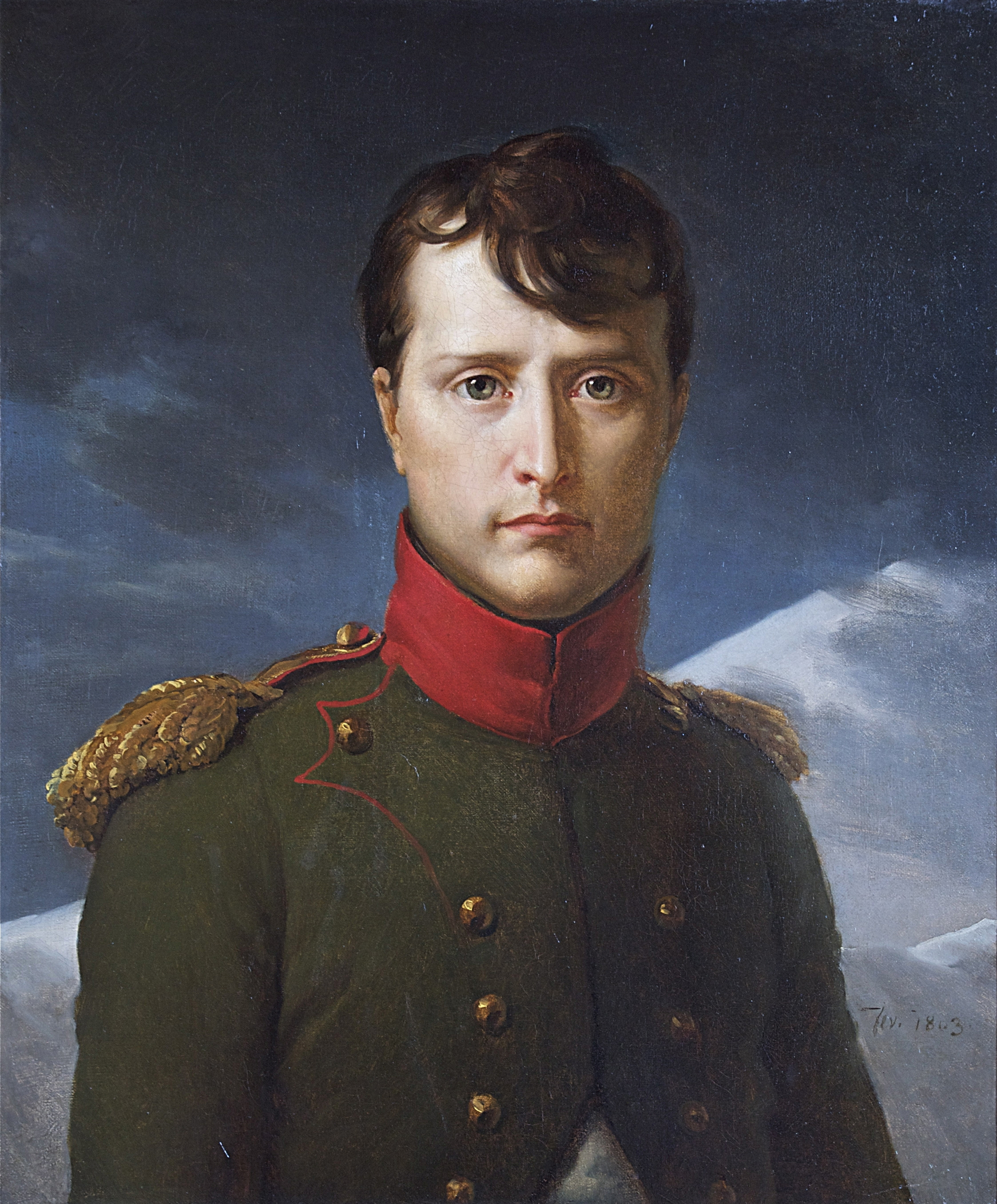
El de Napoleón Bonaparte puede considerarse un caso clásico de fijación historiográfica en el protagonismo de los grandes hombres.

La historia política es un campo de la historiografía abocado al análisis y la narración de los hechos políticos en diferentes sociedades históricas. Desde los orígenes de la práctica historiográfica hasta el presente, gran parte de quienes se volcaron hacia la escritura de la Historia, lo hicieron guiados por preocupaciones vinculadas a la historia política. Es posible identificar como algunos de sus subcampos más relevantes a la historia político-institucional, la historia político-militar, la historia de las ideas políticas, la historia político-intelectual y la historia político-cultural, estas dos últimas de reciente aparición.
En su versión más tradicional, la historia política atiende problemas ligados a la acción de movimientos y personajes políticos relevantes para la comprensión de los hechos históricos. Las narraciones de los historiadores clásicos solían poner el foco en los Grandes Hombres (reyes, generales, diplomáticos, etc.) dando cuenta de su papel en gestas militares, como también en la configuración del sistema de Estados y el desarrollo de las instituciones políticas. En este aspecto, no es de sorprender que la historiografía se haya constituido como una ciencia por derecho propio a medida que el Estado-nación se configuraba como la realidad política por excelencia, a lo largo del siglo XIX. 
Puede considerarse a Leopold von Ranke como el principal gestor de una historia política científica. En su defensa y formulación del método histórico, Ranke cambió profundamente la forma en que los historiadores examinaban críticamente las fuentes documentales, en vistas a narrar los hechos "tal y como sucedieron" (wie es eigentlich gewessen). Esta fue la base de la escuela histórica alemana, que ejerció una profunda influencia en la historiografía occidental y legitimó a la historia política como el objeto por excelencia de los historiadores profesionales. 
La historiografía decimonónica se vio fuertemente influenciada por el historicismo y el idealismo alemanes. Del primero tomó la idea de la importancia de pensar a las instituciones como un producto de la tradición y el espíritu de los pueblos, mientras que del segundo la noción de que "la historia política es un concepto del estado como una fuerza moral y espiritual más allá de los intereses materiales de sus súbditos: de ahí se sigue que el estado es el principal agente de cambio histórico."
La perspectiva tradicional de la historia política militar e institucional fue fuertemente debatida por su descuido de los aspectos culturales, sociales y económicos de las sociedades históricas. Algunas estas críticas provinieron de la historiografía marxista, la sociología histórica, la historia de las ideas y, principalmente, la Escuela de los Annales, la cual acabó sustituyendo a la escuela histórica alemana como la dominante en el campo historiográfico hacia mediados del siglo XX.